# ピアノソナタ第1番 (ブラームス)
ピアノソナタ第1番（ピアノソナタだいいちばん）ハ長調 作品1 は、ヨハネス・ブラームスが作曲したピアノソナタ。「作品1」として出版されたが、実際には『ピアノソナタ第2番 嬰へ短調』（作品2）や『スケルツォ 変ホ短調』（作品4）より後に作曲されている。

## 概要
1852年の4月に前半2楽章の作曲に着手したが、途中で中断し、『ピアノソナタ第2番』の完成後、翌年の1853年に残りの作曲を再開した。この曲の自筆譜には「ソナタ第4番」と書かれている。このため、最初に作曲した『第2番』の後、2曲のピアノソナタを書いて破棄したことが示唆される。

ブラームスは本作に自信を持っていたらしく、1853年6月にフランツ・リストを、9月にロベルト・シューマンを訪問した際に弾いて聴かせている。シューマンは最初、ひとりでブラームスがこの曲を演奏するのを聴いていたが、第1楽章が終わったところで妻クララを呼び寄せ、2人で改めてブラームスによる全楽章の演奏を聞き、深い感動に浸った。シューマンは次のように日記に綴っている。
彼はほんとうに驚くべき世界をあらわにしだした。... そこには変装した交響曲のようなソナタがあった。—ロベルト・シューマン、西原 p.31 より引用
初演は1853年の12月17日に作曲者によりライプツィヒのゲヴァントハウスで行われた。この際にエクトル・ベルリオーズがこの曲の演奏を聞き、高く評価している。出版はそれに合わせて、シューマンの紹介によりブライトコプフ・ウント・ヘルテル社から。友人のヨーゼフ・ヨアヒムに献呈された。シューマンは当初別の作品を「作品1」として出版することを提案していたが、ブラームスは自信作である本作を「作品1」として選んだ。

## 評価
このソナタの初演および出版により、ブラームスは作曲家としての第一歩を踏み出した。古典音楽の教養を備えた独創的な新時代の作曲家を待望していたシューマンにとって、この作品とブラームスはまさに神の啓示のようなものであった。シューマンはブラームスが訪問した後、すぐに雑誌『新音楽時報』に「新しい道」という記事を書き、ブラームスを称賛している。

また、池辺晋一郎は著書で本作について次のように評価している。
若きブラームスが、畏敬するベートーヴェンの亡霊と必死で闘い、ある部分は「似て非なる」結果を見事獲得し、だがある部分では (中略) 継承を自ら肯んじた作品—池辺晋一郎、『ブラームスの音符たち』p. 156 より引用

## 構成
全4楽章、演奏時間は約32分。本作はベートーヴェンのピアノソナタ、特に第21番『ヴァルトシュタイン』と第29番『ハンマークラヴィーア』の影響下にある。第1楽章 第1主題のモチーフ（ "E-E-F-G-A-G" ）は全楽章のいたるところに用いられている。一方で、「ピアノソナタ」という古典的な形式であるにもかかわらず、第2楽章で民謡の主題を引用するなど、若きブラームスの個性が発揮されている。
- 第1楽章 アレグロ
ハ長調、4分の4拍子、ソナタ形式。

ベートーヴェンの『ハンマークラヴィーア』の冒頭主題とのリズムの類似性がしばしば指摘される第1主題[10] (譜例1を参照)、旋律的なイ短調の第2主題をへて展開部となる。再現部では第1主題がB♭を加えたヘ長調の属七の和音となって再現され[11]、第2主題はハ短調となる。

- 第2楽章 アンダンテ
ハ短調、4分の2拍子、変奏曲形式。
「古いドイツのミンネ・リートによる」と注がついており[11]、主題の後に3つの短い変奏が続く（これは第2番の第2楽章も同様の構成である[12]）。切れ目無く次の楽章へ移行する。

- 第3楽章 スケルツォ：アレグロ・モルト・エ・コン・フォーコ - トリオ：ピウ・モッソ
ホ短調 - ハ長調、8分の6拍子 - 4分の3拍子。三部形式。
オクターヴや3度などを中心とした技巧的な主部の後にハ長調のトリオが続き、ダ・カーポにより主部が反復される。

- 第4楽章 フィナーレ：アレグロ・コン・フォーコ - プレスト・アジタート、マ・ノン・トロッポ
ハ長調、8分の9拍子、ロンド形式。
第1楽章第1主題を基にしたロンド主題が中心[13]。最後にはテンポを速めて華々しく終結する。